# Paraeuchaeta triloba
Paraeuchaeta triloba är en kräftdjursart som beskrevs av Mungo Park 1995. Paraeuchaeta triloba ingår i släktet Paraeuchaeta och familjen Euchaetidae. Inga underarter finns listade i Catalogue of Life.